# 卡米亞蘭
卡米亞蘭是伊朗的城市，位於該國西北部，由庫爾德斯坦省負責管轄，海拔高度1,410米，2006年人口46,760，居民主要是信奉遜尼派的庫爾德人。